# サンダークラップ・ニューマン
サンダークラップ・ニューマン (Thunderclap Newman) は、イングランドのロック・バンドである。1969年に発表したシングル「サムシング・イン・ジ・エアー」が全英シングルチャートで1位を記録したことで知られる。

## 略歴

### 1969年 - 1971年
サンダークラップ・ニューマンは1969年、ジョン・"スピーディ"・キーン（ボーカル、ドラムス、ギター）、アンディ・"サンダークラップ"・ニューマン（ピアノ）、ジミー・マカロック（ギター）の3人で結成された。彼等はザ・フーのピート・タウンゼントからトゥィッケナムにあった彼のホーム・スタジオを提供されて、キーン作の「サムシング・イン・ジ・エアー」を録音した。タウンゼントはベーシストとプロデューサーを務めた。
「サムシング・イン・ジ・エアー」はザ・フーのマネージャーであるキット・ランバートが所有するトラック・レコードから同年5月にシングルとして発表され、7月に全英シングルチャートにおいて3週連続1位を記録するヒット曲になった。アメリカでも11月1日付のビルボード・Hot 100で37位を記録した。この曲はテレビコマーシャル、映画のサウンドトラック、コンピレーションアルバムなどで、長きに渡って広く取り上げられ続けた。
彼等は同年、引き続いてタウンゼントをプロデューサーとベーシストに迎えて、IBCスタジオとタウンゼントのホームスタジオでアルバム『ハリウッド・ドリーム』を制作して、トラック・レコードから発表した。収録曲から、'Accidents'、'The Reason'、'Wild Country'の3曲がシングル・カットされた。
彼等の1969年のツアーには、James "Jim" Pitman-Avery（ベース・ギター）とマカロックの兄であるジャック・マカロック（ドラムス）が参加した 。1971年にはロニー・ピール（ベース・ギター）とロジャー・フェリーチェ（Roger Felice、ドラムス）が参加した。
1971年4月に活動を停止した。
1979年、マカロック死去。
2002年、キーン死去。

### 再結成
サンダークラップ・ニューマンは2010年2月、音楽ビジネスのマネージャーであるイアン・グラントの勧めによって、アンディ・ニューマンを中心に復活した。メンバーは、ニューマン、ビッグ・カントリーのマーク・ブレゼジッキー（Mark Brzezicki、ドラムス）、タウンゼントの甥のジョシュ・タウンゼント（Josh Townshend、リズム・ギター、ボーカル）、ニック・ジョンソン（Nick Johnson、リード・ギター）トニー・スタビングス（Tony Stubbings、ベース・ギター）だった。
彼等は同年、スタジオ録音とライブ録音を収録したアルバム『ビヨンド・ハリウッド』を発表した。

## ディスコグラフィ
| 年     | アルバムの詳細                                                                                  |
| ------ | ----------------------------------------------------------------------------------------------- |
| 1970年 | ハリウッド・ドリーム - レーベル： Track / Polydor （SD 8264） - フォーマット：1970 LP 、1991 CD |
| 2010年 | ビヨンド・ハリウッド（スタジオ/ライブ） - レーベル： Track （TRA 1067）                         |